# گیسو دراز
گیسو دراز اول شیخ المشایخ سید محمد گیسو دراز بن سید عبدالغفار در سال ۳۹۰ هجری قمری از حومه بغداد به کوه سلیمان آمد و در برمال جایی که پتان‌های غورغشت و قیسی شیرانی قبلاً در آن ساکن شده بودند، اقامت گزید. از سید محمد به نام گسو دراز در تاریخ آفاقنا و انصاب یاد شده‌است. در این دوره، سادات به دلیل زلف بلندشان اغلب به نام گیسو دراز یاد می‌شدند. او با سه زن از طوایف تاران، شیرانی و کارلانی (لقمانی) ازدواج کرد که از آنها صاحب چهار فرزند شد در زمان مقتدر عباسی مهاجرت کرد. او مرشد خانواده پادشاه معروف سلطان محمود غزنوی بود. نقل است که پیری  به او گفته  شما از مشایخ بزرگ خاندان خاکساریه هستید و لقب شما چراغعلی شاه است.

## تولد
وی در سال ۳۷۱ هجری قمری برابر با ۹۸۱ میلادی در شهر اوش بغداد به دنیا آمد.

## نام و نسب، فرزندان و نوه‌ها
نام او سید محمد است، القاب گسو دراز اول و چراغعلی شاه (سریال خاکساریه) و شیخ المشایخ، شما سید، اجداد، از طریق عراق، سوریه و گرجستان به اوش مهاجرت کردند و به کوه سلیمان در نزدیکی برمل، افغانستان (پاکستان کنونی) رسیدند.
شجره نامه: شیخ المشایخ سید محمد گیسو دراز بن سید عبدالغفار محمد معروف به سید غور بن سید عمر الوشی بن سید حسن الفاتح بن ابی الحسن علی قاب ثانی بن سید حسین معروف به سید قاف بن ابی ال جین سید علی معروف به سید قین بن سید محمد شهرانی معروف به سید ریزال بن سید علی بن اسماعیل الاعرج بن امام جعفر الصادق